# هاب ريد
هاب ريد (بالإنجليزية: Hub Reed)‏ مواليد 4 أكتوبر 1936 في هارا، هو لاعب كرة سلة أمريكي. بدأ مسيرته الاحترافية في سنة 1958. اختير من قبل فريق أتلانتا هوكس خلال الدرافت. بلغ طوله 6 قدم 9 بوصة (2.1 م). اعتزل اللعب في 1965. أحرز خلال مسيرته في الإن بي إيه 2618 نقطة بمعدل 5.5 نقاط في المباراة الواحدة.

## المسيرة الاحترافية
لعب مع أتلانتا هوكس من سنة 1958 إلى 1960، ثم لعب مع سكرامنتو كينغز من سنة 1959 إلى 1963، ثم لعب مع لوس أنجلوس ليكرز في موسم 1963–1964، ثم لعب مع ديترويت بيستونز في موسم 1964–1965.

## روابط خارجية
- هاب ريد على موقع إن بي أي (الإنجليزية)
- هاب ريد على موقع سبورتس رفرنس (الإنجليزية)
- هاب ريد على موقع كلية كرة السلة في سبورتس رفرنس.كوم (الإنجليزية)
- هاب ريد على موقع ريلجم (الإنجليزية)
- هاب ريد على موقع بروبوليرز (الإنجليزية)